# Dziura pod Bukiem (Czarne Działy)
Dziura pod Bukiem – jaskinia na Czarnych Działach w Paśmie Łysiny w Beskidzie Małym. Jest jedną z kilku Jaskiń w Czarnych Działach. Znajduje się we wsi Ślemień w województwie śląskim, w powiecie żywieckim, w gminie Ślemień.

## Opis jaskini
Jaskinia znajduje się na południowym stoku Czarnych Działów i można do niej zejść z zielonego szlaku turystyvcznego wiodącego grzbietem Czarnych Działów. Jest łatwa do zwiedzania. Otwór wejściowy znajduje się u podnóża pnia buka. Za dość ciasnym otworem jest niski, trójkątny korytarz o szerokości przeciętnie 0,5 m, początkowo opadający w dół, potem prawie poziomy, po 4 m znów stromiejący, po następnych 3,4 m kończy się, a jego przedłużeniem są niedostępna dla człowieka szczeliny. Strop jaskini jest lity.
Jest to jaskinia osuwiskowa, powstała w piaskowcach istebniańskich dolnych. Jej dno pokrywa skalny rumosz i glina, a przy wejściu suche liście. Jest sucha, bez przewiewu, światło sięga 1,5 m od otworu. W głębi jaskini obserwowano pająki oraz motyla szczerbówkę ksieni, przy wejściu skały porośnięte są mchami.
Jaskinie po raz pierwszy opisali członkowie Speleoklubu Bielsko-Biała.

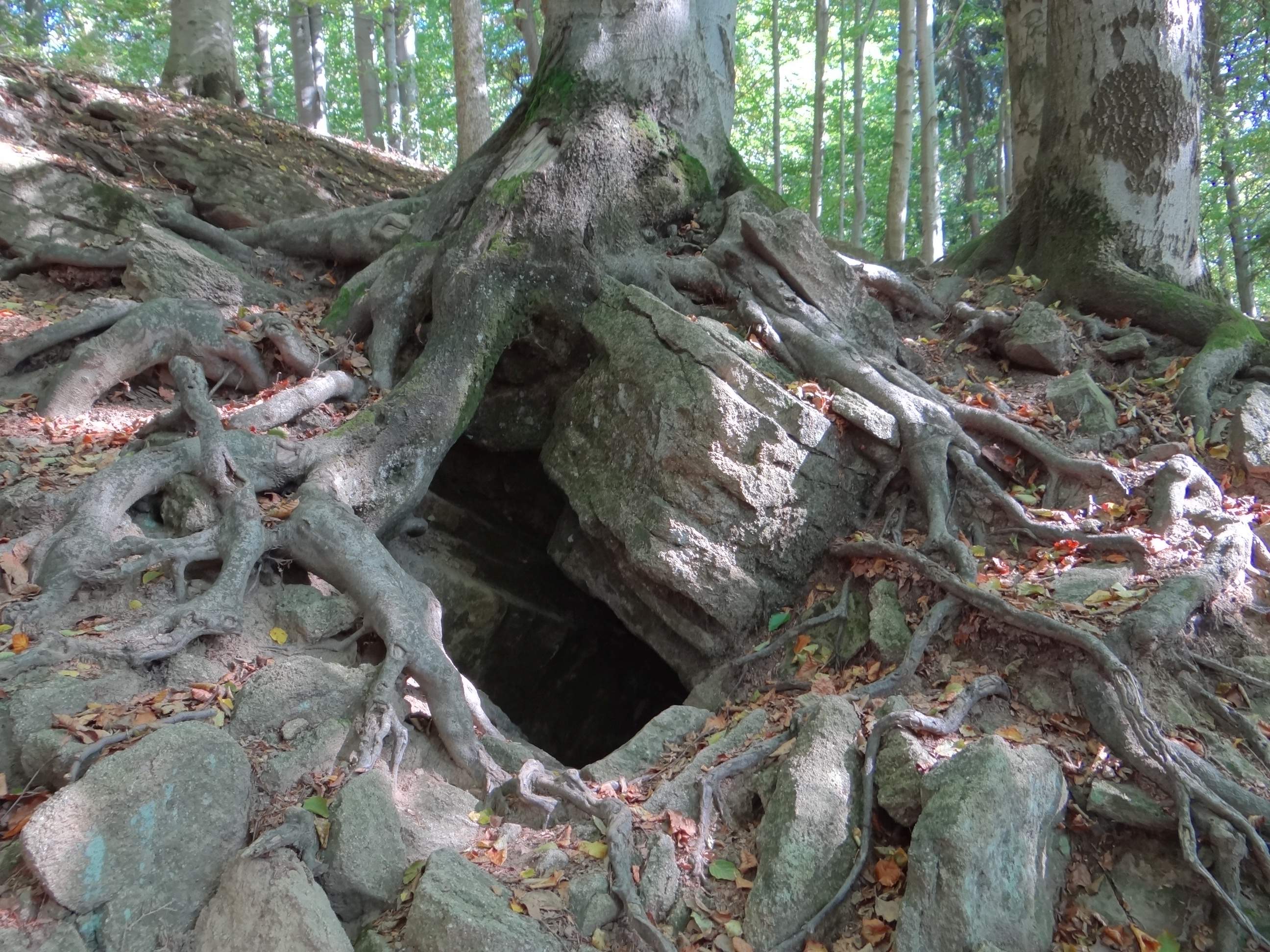
Otwór jaskini
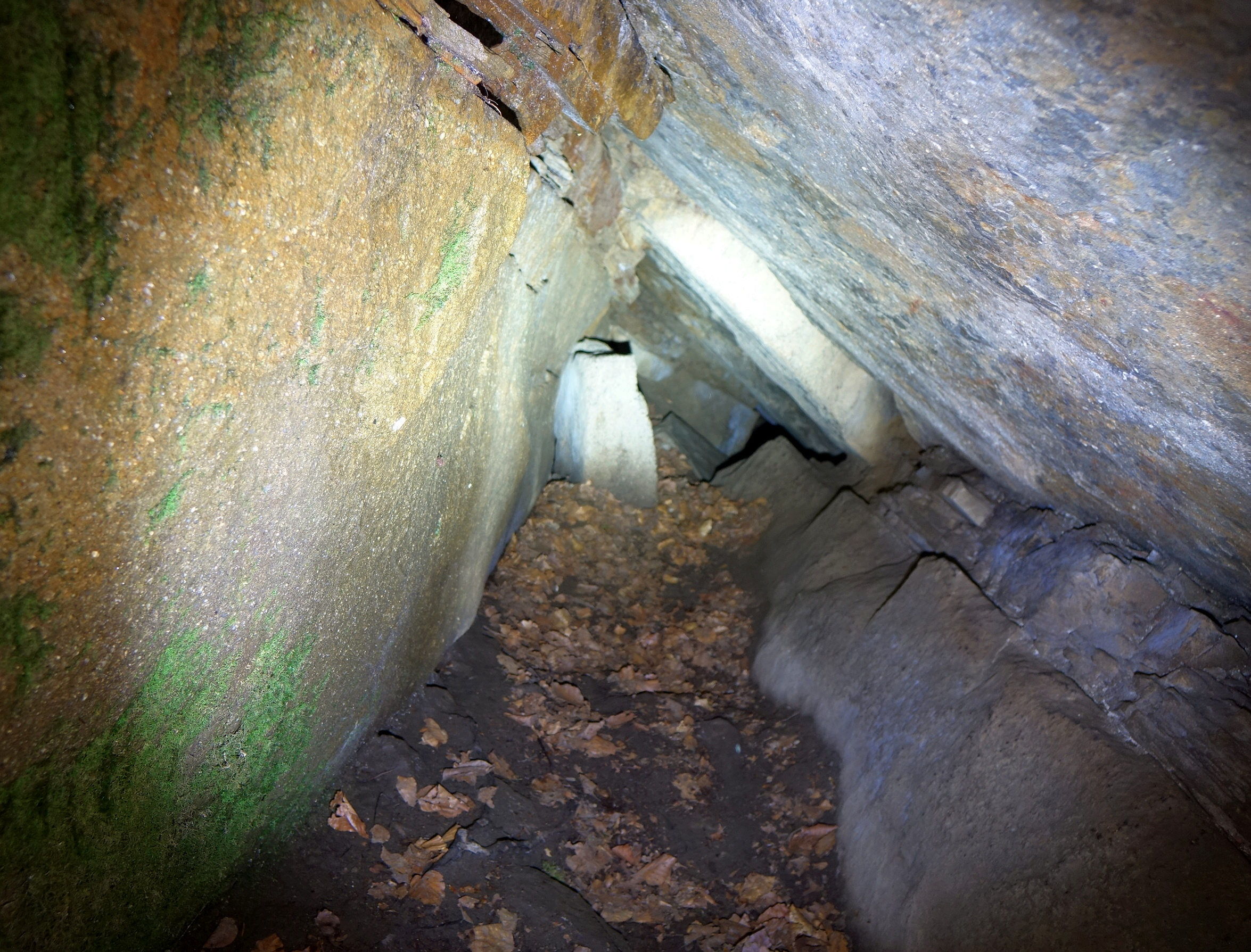
Korytarz
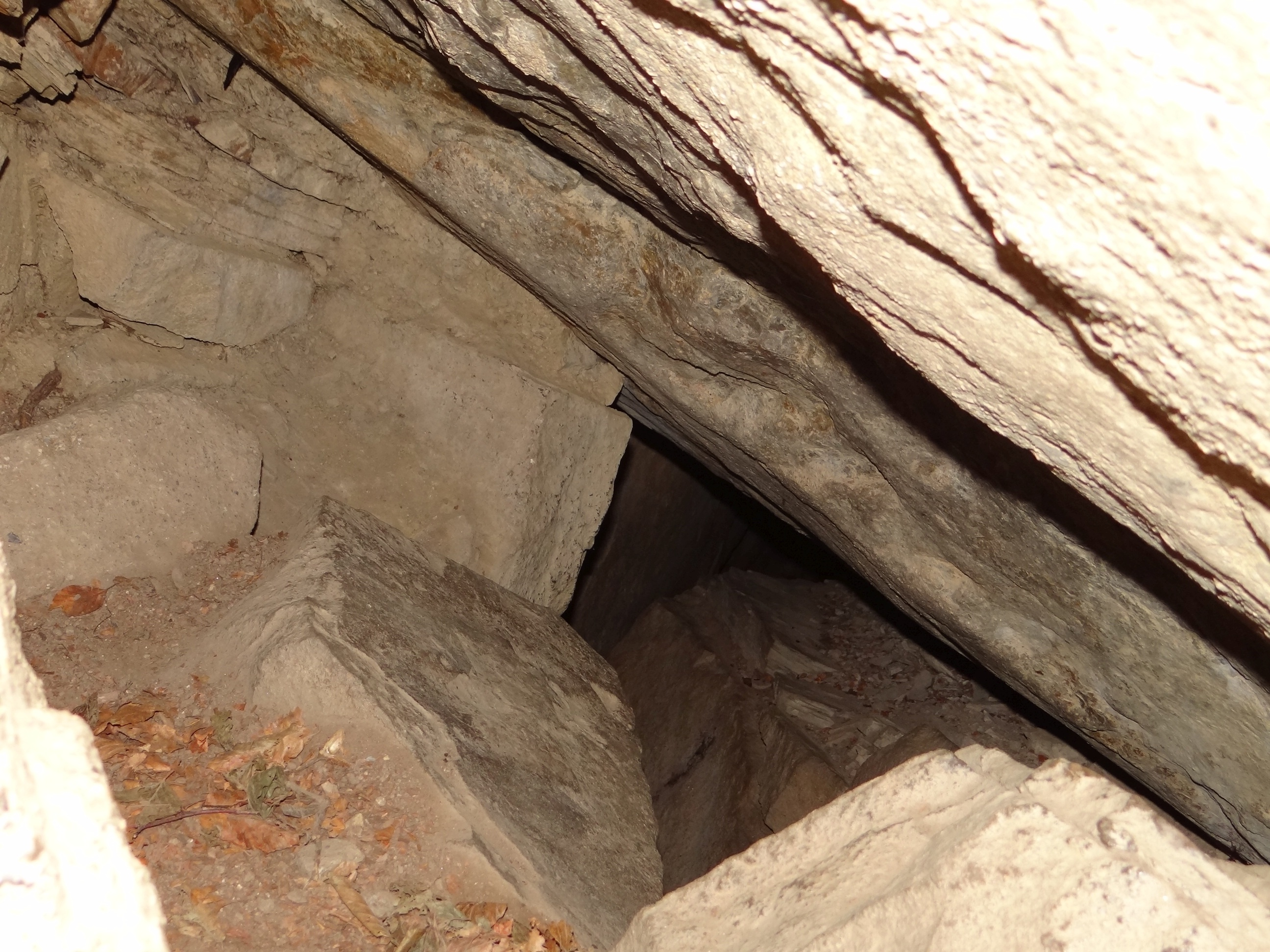
Korytarz
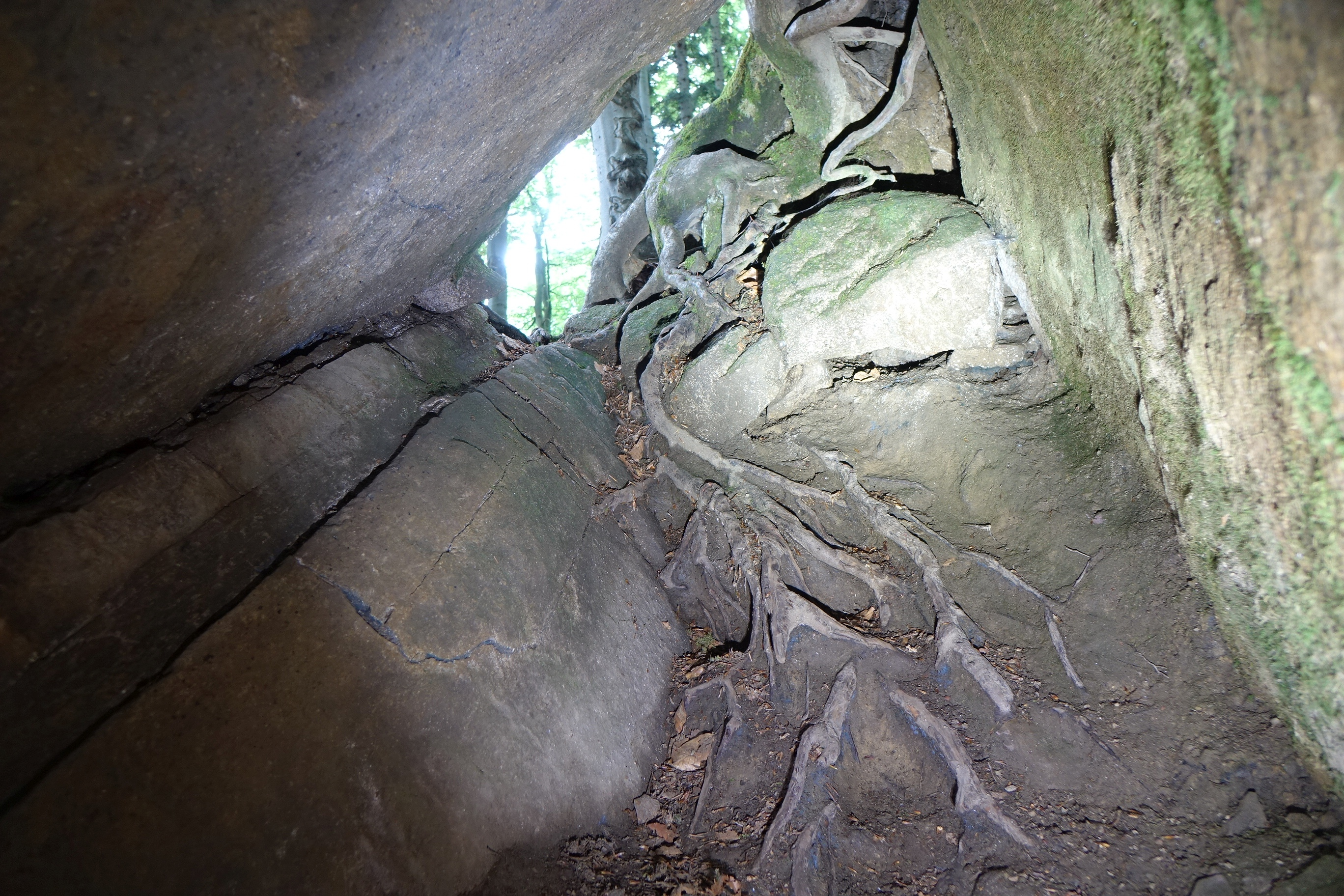
Widok z korytarza